# Nowy Suchoros
Nowy Suchoros (niem. Neu Suchoroß, w latach 1938–1945 Auerswalde) – wieś w Polsce położona w województwie warmińsko-mazurskim, w powiecie szczycieńskim, w gminie Rozogi.
W latach 1975–1998 miejscowość administracyjnie należała do województwa ostrołęckiego.

## Nazwa
12 lutego 1948 r. ustalono urzędową polską nazwę miejscowości – Nowy Suchoros, określając drugi przypadek jako Nowego Suchorosu, a przymiotnik – nowosuchoroski.